# Högbo sanatorium

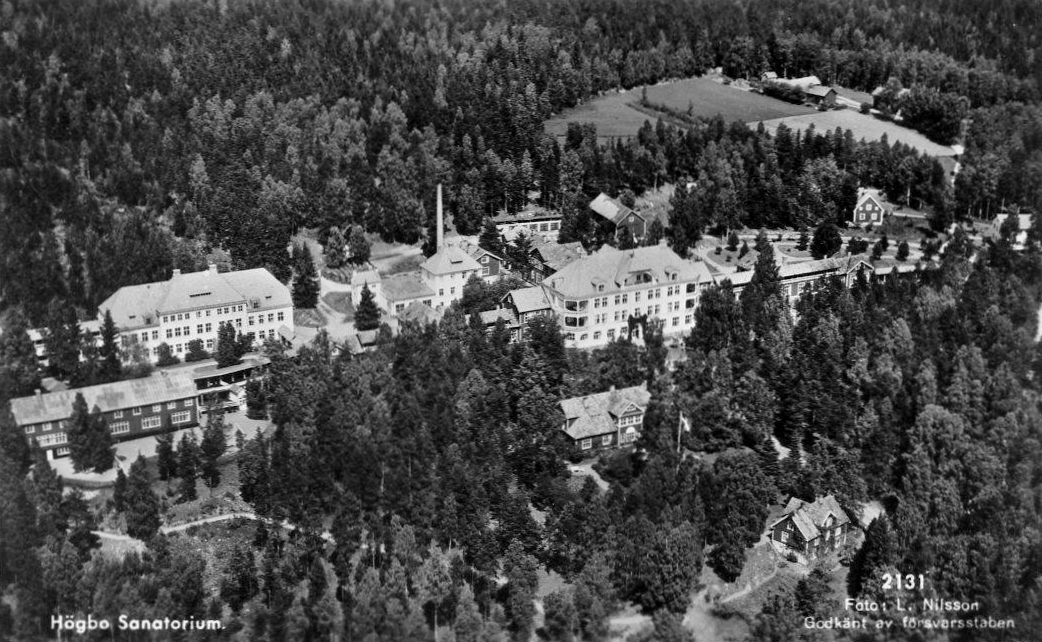
Högbo centralsanatorium.

Högbo sanatorium var en sjukvårdsinrättning i Falun i Dalarnas län. 

## Historik
I slutet av 1800-talet inleddes en offensiv mot tuberkulosen i Sverige, först genom privata initiativ och senare även från statligt och kommunalt håll. Även kung Oscar II engagerade sig genom inrättande av en jubileumsfond. Uppförandet av sanatorier, särskilda tuberkulossjukhus, var en del i arbetet mot sjukdomen. Sanatorierna kom i regel att förläggas till lantliga och skogrika trakter där luften var klar och ansågs hälsosam. På dessa sjukhus skulle patienterna vila, andas frisk luft och få näringsriktig kost.

## Sjukhuset
Högbo sanatorium, byggt 1910, var ett sanatorium i Falun för tuberkulossjuka under kriget och ända fram till 1960-talet. Sanatoriet var beläget ovanför Lugnet i Falun. Vid slutet av 1940-talet kallades sanatoriet för Högbo centralsanatorium och hade 239 platser för tuberkulossjuka, varav 32 platser för barn.
Genom åren har huvudbyggnaden även använts som BB, ålderdomshem och flyktingförläggning.[källa behövs] Byggnaden bredvid på området (som även det har varit ett sanatorium) har använts som mentalsjukhus.[källa behövs]
År 2015 köpte HSB en av byggnaderna som byggdes om till 14 bostadsrättslägenheter.
Högbo sanatorium med kringliggande fastigheter ägs idag av fastighetsbolaget Klövern AB. I början av 2000-talet renoverades stora delar av det gamla sanatoriet till skola. Kunskapsskolan hyrde skolan fram till 2014 som Kunskapsgård, där det undervisades i praktiska ämnen som bild och slöjd. Efter att Kunskapsskolan lämnade lokalerna hyrs dessa av Falu kommun för kommunal verksamhet. 
I oktober 2020 meddelade Falu kommun att flera fastigheter kan komma att utnyttjas av Försvarsmakten som en del av återetableringen av Dalregemente från 2022. Fram till att Dalregementets nya kasernetablissement står färdigt 2028 kommer regementet vara grupperat till både Dalregementets företagspark samt till sanatoriebyggnaderna i Högbo. De värnpliktiga kommer från augusti 2022 utgå ifrån Högbo, medan regementets administration och Hemvärnet kommer grupperas till det gamla marketenteriet, som ligger längst bort på kaserngården, samt C-kasernen vid Dalregementets företagspark.